# 安中市立松井田北中学校
安中市立松井田北中学校（あんなかしりつ まついだきたちゅうがっこう）は、群馬県安中市にあった公立中学校。2023年3月に閉校し、安中市立松井田中学校に統合された。

## 概要
中学校のイメージキャラクターとして「キタヌキ」がいる。

## 沿革
出典：
- 1947年 - 細野村立細野中学校として開校。
- 1954年 - 町村合併により松井田町立細野中学校に改称。
- 1962年 - 松井田町内の6中学校が4校に統合される。ただし細野中学校は松井田町立北中学校に改称して単独で存続した。
- 2005年 - 松井田町が旧・安中市と新設合併して新・安中市が発足、安中市立松井田北中学校に改称。
- 2023年3月31日 - 安中市立松井田中学校に統合され閉校。76年間で卒業生は3955名。

## 校区
- 安中市立細野小学校の校区と同様である[2]。

## 学校教育目標
学校教育目標は「郷土を愛し、知・徳・体の調和のとれた豊かな人間性をもつ生徒の育成」である。

### 具体目標及び目指す生徒像
自ら学ぶ生徒の育成（自主）
- 自主的に学習に取り組む生徒
- 自分の考えを自分の言葉で表現する生徒
- 将来の夢をもち、実現に向けて努力する生徒

自他のよさを認め、互いに協力する生徒の育成（共生）
- 進んであいさつをする生徒
- 互いを尊重し、協力して取り組む生徒
- 郷土に誇りと愛着をもち、進んで奉仕する生徒

心身を鍛え、粘り強く取り組む生徒の育成（挑戦）
- 目標をもち、最後までやり抜く生徒
- 体力づくりに励む生徒
- 健康・安全に関わる自己管理能力をもつ生徒

## 部活動
常時活動する部活
- 男子バスケットボール部
- 女子バレーボール部
- 男子卓球部
- 女子卓球部

大会前に数週間活動する部活
- 陸上部
- 将棋部